# Ugodz-Illa Presents the Hillside Scramblers
Albums par U-God
Golden Arms Redemption
(1999) Mr. Xcitement
(2005)
Ugodz-Illa Presents the Hillside Scramblers est un album de U-God (sous le nom de Ugodz-Illa) et de son groupe The Hillside Scramblers, sorti le 13 septembre 2005.

## Liste des titres
| No  | Titre                      | Interprète(s)                                                          | Durée |
| --- | -------------------------- | ---------------------------------------------------------------------- | ----- |
| 1.  | Intro                      |                                                                        | 0:42  |
| 2.  | Pain Inside                | Black Ice, Leatha Face et Ugodz-Illa                                   | 4:10  |
| 3.  | Lean Like Me               | Ugodz-Illa                                                             | 4:02  |
| 4.  | Destiny                    | Inf-Black et Leatha Face                                               | 4:26  |
| 5.  | Stick Up                   | Inf-Black                                                              | 4:21  |
| 6.  | Tell Me                    | Desert Eagle, Inf-Black et Leatha Face                                 | 3:51  |
| 7.  | Chippin & Chop It          | Inf-Black, Kawz et Ugodz-Illa                                          | 4:05  |
| 8.  | Booty Drop                 | Leatha Face                                                            | 3:42  |
| 9.  | Spit Game                  | Autumn Rue, Inf-Black, Leatha Face et Ugodz-Illa                       | 4:01  |
| 10. | Ghetto Gutter              | Autumn Rue et Ugodz-Illa                                               | 3:35  |
| 11. | Drama                      | Inf-Black, Kawz, Leatha Face et Ugodz-Illa                             | 4:16  |
| 12. | Take It to the Top         | Desert Eagle, Inf-Black, King Just et Ugodz-Illa                       | 5:34  |
| 13. | KJ Rhyme                   | King Just                                                              | 4:28  |
| 14. | Gang of Gangstas           | Black Ice, Desert Eagle, Frank Banger, Inf-Black, Ja-Mal et Ugodz-Illa | 6:46  |
| 15. | Put It On Me               | Autumn Rue et Ugodz-Illa                                               | 3:46  |
| 16. | Stuggle Ain't Got No Color | Ugodz-Illa                                                             | 4:05  |
| 17. | Here We Come               | Inf-Black, Leatha Face et Ugodz-Illa                                   | 3:27  |
| 18. | Prayer                     | Autumn Rue et Ugodz-Illa                                               | 4:08  |